# Валевский, Марцин
Марцин Валевский (пол. Marcin Walewski; род. 12 июня 1997 года, Варшава, Польша) — польский актёр кино. Начал дебютировать в кино в возрасте 6 лет. Наиболее известен по фильмам «Венеция» и «Три минуты. 21:37». За них Марцин получил «Премию в дебюте на Фестивале польских фильмов» в Гдыне. Также популярен в роли Тадзё Долины в фильме «Польская сибириада».

## Фильмография
| Год  | Название                        | Персонаж                |
| ---- | ------------------------------- | ----------------------- |
| 1997 | Клан (сериал)                   | Матеуш Попелак          |
| 1999 | На добро и на зло (сериал)      | сын Магды (2005)        |
| 2003 | Мент (сериал)                   | мальчик (2003)          |
| 2003 | Na Wspólnej (сериал)            |                         |
| 2003 | Далеко от носилок (сериал)      | маленький Кидлер (2003) |
| 2004 | Преступники (сериал)            | мальчик (2004)          |
| 2004 | Пансионат по Розой (сериал)     | Камиль                  |
| 2005 | Няня (сериал)                   | Матеуш (2006)           |
| 2007 | Братишка                        | внук                    |
| 2008 | Отец Матфей (сериал)            | Павел Ромер (2013)      |
| 2009 | Венеция                         | Марек                   |
| 2010 | Три минуты. 21:37               | мальчик                 |
| 2012 | Одиннадцатое сентября 1683 года | Якуб Людвик Собеский    |
| 2013 | Шпионы Варшавы (мини-сериал)    | Стефан                  |
| 2013 | Польская сибириада              | Тадзё Долина            |
| 2013 | Ближе к Луне                    | Мирель                  |

- Марцин Валевский представляет фильм «Венеция» в России Архивная копия от 2 апреля 2015 на Wayback Machine